# Давао (залив)
Давао (англ. Davao Gulf) — залив в юго-восточной части острова Минданао, административно разделён между провинциями Северный Давао, Южный Давао, Западный Давао, Восточный Давао и Долина Компостела — всеми пятью, входящими в регион Давао (Филиппины).

## География
Длина залива составляет около 135 километров, максимальная ширина около 75 километров, длина береговой линии около 500 километров, площадь — 6600 км². Средняя глубина составляет 17 метров, объём — 112 км³. В залив Давао впадают 33 реки, чья суммарная площадь водосборных бассейнов составляет 5100 км². Другие источники сообщают о площади залива в 3080 км² и длине его береговой линии в 691 километр.
В заливе расположены два острова: крупный — Самал и небольшой — Таликуд, оба входящие в состав муниципалитета Самал.
На берегу залива расположены следующие города (в скобках указано количество жителей на 2010 год, или иной год переписи):
- Банайбанай[англ.] (39 121)
- Говернор-Генерозо[англ.] (50 372)
- Давао (1 632 991; 2015)
- Дигос[англ.] (149 891)
- Дон-Марселино[англ.] (41 942)
- Лупон[англ.] (61 723)
- Мабини[англ.] (36 807)
- Мако[англ.] (72 235)
- Малалаг[англ.] (35 295)
- Малита[англ.] (109 568)
- Падада[англ.] (25 724)
- Панабо[англ.] (174 364)
- Пантукан[англ.] (79 067)
- Самал[англ.] (95 874; город-острова́ в акватории залива)
- Сан-Исидро[англ.] (32 424)
- Санта-Круз[англ.] (81 093)
- Санта-Мария[англ.] (49 349)
- Сулоп[англ.] (32 163)
- Тагум (259 444; 2015)
- Хагоной[англ.] (49 107)
- Хосе-Абад-Сантос[англ.] (69 631)

## Фауна
В водах залива обитает большое количество китообразных более чем десяти видов. Особенно часто встречаются кашалоты и китовые акулы. Относительно недавно было открыто, что в заливе Давао живёт коралловый полип вида Pseudocorynactis, регулярно обнаруживаются новые виды рыб.